# Týn nad Vltavou (nádraží)
Týn nad Vltavou je železniční stanice v jižní části stejnojmenného města v okrese České Budějovice v Jihočeském kraji oddělené od centra města řekou Vltavou. Leží na neelektrifikované jednokolejné trati Číčenice – Týn nad Vltavou, na které jezdí sezónní turistické vlaky. Pravidelná osobní přeprava byla ukončena roku 2013. Přibližně 400 metrů jihovýchodně je umístěno městské autobusové nádraží.

## Historie
Dne 23. října 1898 otevřela společnost Místní dráha Vodňany-Týn nad Vltavou železniční spojení své trati z Číčenic, odkud od roku 1868 procházela železnice v majetku společnosti Dráhy císaře Františka Josefa (KFJB), spojující Vídeň, České Budějovice a Plzeň, do Týna nad Vltavou. Nově postavené nádraží zde vzniklo dle typizovaného stavebního vzoru.
Provoz trati zajišťovaly od zahájení Císařsko-královské státní dráhy (kkStB), po roce 1918 Československé státní dráhy (ČSD), místní dráha byla zestátněna roku 1925. Osobní přeprava zde byla ukončena v roce 2013, od tohoto roku do Týna nad Vltavou jezdí pouze vlaky nákladní, které sem dopravují uhlí z dolů Světec a v případě potřeby dřevo do Rakouska a Plané u Mariánských Lázní.
Ze stanice Temelín je od 70. let 20. století vyvedena nákladní vlečka do nedaleké Jaderné elektrárny Temelín. Objevily se také úvahy nad prodloužením tratě do Bechyně z provozních důvodů elektrárny - z těch nakonec sešlo.

## Popis
Nachází se zde jedno nekryté hranové nástupiště, k příchodu k vlakům slouží 2 přechody přes kolejiště.